# Tudorovci (seriál)
Tudorovci (v anglickém originále The Tudors) je historický televizní seriál vytvořený a sepsaný britským scenáristou Michaelem Hirstem. Seriál je zasazen do období počátku vlády anglického krále Jindřicha VIII. a jeho královské dynastie Tudorovců.
V roce 2007 získal dvě nominace na Zlaté glóby, jednu za nejlepší drama a druhou pro Jonathana Rhys Meyerse pro nejlepšího herce. V roce 2008 získal cenu Emmy za nejlepší kostýmy.
Celosvětovou premiéru měl seriál 1. dubna 2007. V České republice se vysílal od 9. ledna 2009 na TV Nova a od 1. ledna 2010 byla na HBO vysílána IV. řada seriálu po dvou dílech.
Seriál má čtyři řady, na konci čtvrté řady je zakončen úmrtím Jindřicha VIII. a osudy dalších vládců dynastie jsou pouze zmíněny. Seriál je možná populární, nikoliv však historicky hodnotný a v mnoha případech je natolik zkreslený, že se pravdě ani nepřibližuje.[zdroj?]

## Obsazení
| role                                      | herec/herečka          | série |
| ----------------------------------------- | ---------------------- | ----- |
| Jindřich VIII., král Anglie               | Jonathan Rhys Meyers   | 1–4   |
| Charles Brandon, vévoda ze Suffolku       | Henry Cavill           | 1–4   |
| Thomas Cromwell, hrabě z Essexu           | James Frain            | 1–3   |
| Anna Boleynová                            | Natalie Dormerová      | 1–2   |
| Kateřina Aragonská                        | Maria Doyle Kennedy    | 1–2   |
| Thomas More                               | Jeremy Northam         | 1–2   |
| Thomas Wyatt                              | Jamie Thomas King      | 1–2   |
| Thomas Boleyn, hrabě z Wiltshiru          | Nick Dunning           | 1–2   |
| Jana Seymourová                           | Anita Briem            | 2     |
| Jana Seymourová                           | Annabelle Wallis       | 3     |
| Princezna Marie                           | Blathnaid McKeown      | 1     |
| Princezna Marie                           | Sarah Bolger           | 2–4   |
| Thomas Cranmer, arcibiskup Canterburský   | Hans Matheson          | 2     |
| Pavel III., biskup římský                 | Peter O'Toole          | 2–3   |
| Jana Boleynová, vikomtka z Rochfordu      | Joanne King            | 2–4   |
| Anna Klevská                              | Joss Stone             | 3–4   |
| Otto Truchsess von Waldburg               | Max von Sydow          | 3     |
| Sir John Hutton                           | Roger Ashton-Griffiths | 3     |
| Reginald Pole, arcibiskup Canterburský    | Mark Hildreth          | 3     |
| Thomas Wolsey, kancléř a arcibiskup Yorku | Sam Neill              | 1     |
| Sir Anthony Knivert                       | Callum Blue            | 1     |
| Thomas Howard, hrabě z Norfolku           | Henry Czerny           | 1     |
| Markéta Tudorovna, královna Portugalska   | Gabrielle Anwar        | 1     |
| Jane Howard                               | Slaine Kelly           | 1     |

### Dabing
- Michal Jagelka (Jindřich VIII.)
- Tereza Bebarová (Anna Boleynová)
- Martina Hudečková (Kateřina Aragonská)
- Tatiana Vilhelmová (Kateřina Howardová)

## Historické chyby v seriálu
- Jindřich VIII. nebyl nikdy svými poddanými (na rozdíl třeba od francouzského krále Františka) považován za sukničkáře. V podstatě byl romantická bytost, která více než po sexu prahla po lásce a souznění. Za svůj život měl jen několik milenek a se všemi byl několik měsíců až let. Své manželky měl v úctě a svým oficiálním milenkám byl více méně věrný. Nejdelší vztah měl (samozřejmě po královně Kateřině Aragonské) s Marií Boleynovou, který trval bez přestávek 7 let.
- Bessie Blountová, králova oficiální milenka, se narodila kolem roku 1502, těsně po smrti prince Artura, v roce 1512 se s rodinou začala objevovat u dvora a stala dvorní dámou Kateřiny Aragonské v roce 1513. Krále okouzlila v roce 1515, kdy jí bylo 13 let. Když Bessie v srpnu roku 1518 počala Jindřicha Fitzroye, královna Kateřina byla v 6 měsíci těhotenství. Jindřich poté jezdil za Bessie až do roku 1522, kdy její místo milenky krále vystřídá Marie Boleynová. Za oficiální konec jejich vztahu se datuje až rok 1522, kdy se provdala za Gilberta Tailboyse.
- V první řadě neustále opakují, jak byl Thomas Boleyn ze vznešeného rodu spřízněný s králem. Ve skutečnosti nebyl tak vážně urozené krve. Byl to bohatý kupec, který si vzal šlechtičnu Alžbětu Howardovou. Rod Howardů byl naopak velice urozený, ale zato velmi chudý.
- V době, o které pojednává začátek seriálu, bylo Jindřichu VIII. 26 let. Již v té době začínal být obézní. Byl na svou dobu velmi mohutný, své poddané přerůstal o hlavu, měl malé oči a delší typické tudorovské zrzavé vlasy.
- Thomas Tallis působil na dvoře krále Jindřicha až v roce 1538, 2 roky po smrti královny Anny. Byl o 14 mladší, než král. Jeho žena se nejmenovala Jane, ale Joan a oženil se s ní ve svých 47 letech až v roce 1552, což je 5 let po Jindřichově smrti.
- Kateřinu si Jindřich nevzal s donucením svého otce kvůli věna. Kateřina byla od smrti svého prvního manžela Artura Tudora v Anglii a byla zasnoubena s o 6 let mladším Jindřichem VIII. už od jejích 17 let. Vládnoucímu Jindřichu VII. se již zásnuby nezdály tak výhodné, proto je záhy zrušil. Když poté o 7 let později zemřel, Jindřich si vzal tu, kterou mu v dětství odepřeli dobrovolně a z lásky. Jejich manželství fungovalo téměř šťastně 15 let.
- Kateřina Aragonská byla z rodu Aragónskych. Typický vzhled pro ně byla malá výška, blonďaté vlasy, baculaté tváře a mírně sešikmené oči. Podobný vzhled můžeme pozorovat jak u její matky Isabely Kastilské, tak u jejího otce Ferdinanda Aragonského či případně u jejích sourozenců jako Jana Aragónska nebo Jan Aragónsky.
- Jindřichovi nejbližší přátelé Charles Brandon a William Copton byli již od mala jeho učitelé v oblasti mezilidských vztahů, střelby, sokolnictví, lovu i milostných hrátek. Oba byli o 8 let starší než Jindřich.
- V příběhu se objevuje postava jisté Markéty Tudorovny, sestry Jindřicha VIII., kterou Jindřich násilím provdal do Portugalska. Tam po několika týdnech novomanželka zardousila svého muže a vzala si Charlese Brandona. Markéta Tudorovna byla Jindřichova starší sestra a stala se ve skutečnosti uctívanou královnou Skotska. Podobný příběh se však stal v roce 1515 Jindřichově mladší sestře Marii. Ta byla provdána za nemocně vypadajícího třiapadesátiletého francouzského krále Ludvíka XII. Po svatbě nutila svého manžela denně několikrát plnit manželské povinnosti, aby co nejdříve počala královského dědice, jelikož král byl velmi nemocný a očekávalo se, že brzy umře. Když po 82 dvou dnech manželství zemřel na infarkt a Marie stále nečekala francouzského dědice, stal se králem Ludvíkův synovec František I. a Marii na její přání provdal za Charlese Brandona. Marii bylo 19 a Brandonovi 31, přestože v seriálu vypadá princezna starší než Brandon. Spolu měli šťastné manželství až do roku 1533, kdy Marie zemřela.
- V seriálu se objevuje také slavnostní setkání Jindřicha VIII. s francouzským králem Františkem I. - toto setkání se událo v roce 1520 u Calais a říká se mu "Field of the Cloth of Gold" (česky Pole zlatého plátna) nebo také "Bojiště zlatohlavů" nebo někdy i "Bitva dvou náfuků". Během tohoto nadutého setkání si oba králové předváděli své družiny, královny, dvorní dámy, šperky, kuchyň a navzájem si dávali skvostné dárky. František byl na toto setkání lépe připravený, proto téměř ve všem Jindřicha VIII. předčil. To se stalo až 5 let po nástupu Františka na trůn, tudíž i 5 let po sňatku Marie Tudorovny s Charlesem Brandonem. Rovněž se během tohoto setkání nepodepsal mír s Francií, nýbrž krutá porážka Jindřichovy cti, které se mu zde dostalo, způsobila, že nadále již o Francii nesmýšlel jako o spojenci a přidal se tudíž na stranu císaře Svaté Říše Římské Karlovi I.
- Jindřich Fitzroy, vévoda z Richmondu, Jindřichův nemanželský syn, se narodil na jaře v roce 1519, čili opět až 4 roky po incidentu Marie Tudorovny Brandonové, nepovedené francouzské královny a rok předtím, než se událo "Pole zlatého plátna". V roce 1533 se oženil za dceru Thomase Howarda, 3. vévody z Norfolku, Marii. Thomas Howard byl strýc Anny Boleynové a Jindřichovy 5. ženy Kateřiny Howardové. Jindřich Fitzroy zemřel až v roce 1536, několik měsíců po popravení Anny Boleynové poté, co byl sněmovnou odhlasovaný zákon o tom, že král si sám může zvolit nástupce. O mladém Fitzroy se tudíž začalo před smrtí uvažovat jako o budoucím králi, jelikož byl oficiálně stejně nemanželský jako Marie, dcera Kateřiny Aragonské a Alžběta, dcera Anny Boleynové.
- Lord Buckingham byl popraven za zradu proti králi 17. května 1521, takže více než 2 roky po narození nemanželského syna Jindřicha Fitzroye, 6 let po sňatku Charlese Brandona se sestrou krále Marií a rok předtím, než vůbec začal vztah krále s Marií Boleynovou.
- Marie Boleynová, milenka Jindřicha VIII. a sestra Anny Boleynové byla v králově přízni od roku 1522 až do roku 1526 a ne několik týdnů, jak se může v seriálu zdát. Proslýchá se, že král byl dokonce otcem minimálně jednoho z jejích dvou dětí, ke kterým se oficiálně hlásil její manžel William Carey.
- Při návštěvě císaře Karla v Anglii jsou Jindřich a královna Kateřina uchvácení jeho historkami o objevování Ameriky, neboť o tom údajně nic nevědí. Ve skutečnosti to byla Kateřinina matka Isabela Kastilská, která sponzorovala cestu Janovana Kryštofa Kolumba do údajné Indie. Kateřina proto celé dětství trávila ve společnosti do Španělska přivezených indiánů a o Novém světě tudíž věděla velmi mnoho.
- Francouzská královna Klaudie Francouzská z Valois byla všeobecně považována za škaredou ženu. Měla malou postavu a silnou skoliosu, díky níž měla na zádech hrb a kulhala, zavedla na francouzském dvoře přísné mravy, které všem zakazovali se posmívat jejímu vzhledu. Zemřela již v roce 1524, bylo jí 24 let.
- Anna Boleynová se skutečně v roce 1522 zúčastnila představení Dobytí hradu královny ctností, v té době však začínal vztah krále s Marií Boleynovou, který trval do roku 1522 do roku 1526. První známky Jindřichova zaujetí pro Annu jsou z roku 1525.
- Thomas Wolsey, v té době arcibiskup Yorský byl zbaven titulu kancléře krále a byl nucen se odebrat na své panství v Yorku. Když začal spolupracovat s francouzský králem (ne s královnou a císařem), byl zatčen za zradu a měl být převezen do Londýna. Během cesty ale těžce nemocný Wolsey zemřel. Nespáchal sebevraždu, jak tomu bylo v seriálu.
- Eustache Chapuys, císařský velvyslanec, byl narozen v roce 1490, to znamená, že byl jen o rok starší než Jindřich VIII. a o cca 8 let mladší než Charles Brandon, vévoda ze Suffolku a zemřel v roce 1556, 9 let po Jindřichově smrti.
- 4. manželka Charlese Brandona, 1. vévody ze Suffolku se nejmenovala za svobodna Catherine Brook ale Catherine Willoughby bylo jí 12 let, když se za ní Brandon oženil. Když její manžel v roce 1545 zemřel, král o ní údajně uvažoval jako o své 7. ženě. Byla to silná reformátorka a jedna z nejlepších přítelkyň Kateřiny Paarové.
- Thomas More měl ve skutečnosti 4 děti a ne 8, jak se v seriálu zdá a to se svou první ženou Joanou Coltovou. Jmenovaly se Margaret, Elizabeth, Cesille a John. Po smrti první ženy se oženil ještě Alicí Middletonovou, která byla o 7 let starší. S tou ale už žádné děti neměl.
- Dceři Margaret bylo v otcově smrti 30 let (ne jako v seriálu, kde připomínala náctiletou) a její příjmení nebylo More ale Roper, podle svého manžela, kterého si v 16 letech v roce 1521 vzala, Williama Ropera.
- Papež Pavel III. (kterého v seriálu hraje Peter O'Toole) nastoupil na své místo po Klementu VII. až 13. října 1534, což je více než rok po sňatku Jindřicha VIII. s Annou Boleynovou. Neměl možnost zasáhnout v králově prvním rozvodu ani se k němu jakkoliv vyjádřit. Nikdy se nezavázal celibátu, jak je v seriálu řečeno ani se nezřekl žen. Ve skutečnosti měl 4 nemanželské děti a kardinálem se stal, protože jeho sestra byla milenkou papeže Alexandra VI., po kterém nastoupilo ještě dalších 5 papežů, než byl Pavel III. konečně jmenovaný. V té době mu byl 66 let.
- V seriálu má král vztah s Madge Sheltonvou. Ve skutečnosti měl poměr s její mladší sestrou Marií. Markéta (Margaret neboli Madge) v té době prokazatelně na dvoře krále nepobývala. Marie přišla ke královně Anně v roce 1933 sloužit v nejmenším možném věku 12 let. Když začaly její pletky s králem, bylo jí tedy 14 let.
- Fresku Stvoření světa, nemaloval Michelangelo Buonarroti pro Pavla III., ale mnohem dříve mezi lety 1508-1512 pro papeže Julia II.
- Svatba George Boleyna a jeho snoubenky Jane neproběhla v roce 1535, tak tomu bylo v seriálu, ale už v roce 1523, když měl George 19 let. Jeho nastávající se nejmenovala Jane Morley, ale Jane Parker. Vzhledem k velkému množství historicky doložených heterosexuálních mimomanželských vztahů je homosexualita Geroge Boleyna nepravděpodobná.
- Jana Seymourová byla současníky popisovaná jako ošklivá. Měla bledé tváře, velký orlí nos, údajně výraz bez života a ve stresu koktala. Měla baculatou postavu a při těhotenství ještě více ztloustla. Navíc na rozdíl od Kateřiny a Anny, tahle královna neměla ani zdaleka tak velké vzdělání. Král velmi rychle po sňatku s ní začal prohlašovat, že třetí manželství bylo poněkud unáhlené. Jeho úctu si získala až porodem vytouženého manželského syna. To jí zajistilo, aby se zařadila na první místo před všemi ostatními oblíbenějšími královnami.
- William Brereton, jeden z odsouzených za velezradu společně Markem Smeatonem, Henry Norrisem, Georgem Boleynem a dalšími nikdy nepatřil mezi Jezuity. Nikdy nenavštívil papeže a nikdy se nesnažil zavraždit Annu Boleynovou. V seriálu vypadá mladě. Ve skutečnosti mu bylo kolem 50, byl velmi chudý a jeho obvinění bylo s největší pravděpodobností stejně falešné jako u ostatních. Ve skutečnosti představoval pro Thomase Cromwella politickou hrozbu.
- Kromě Marka Smeatona, Henry Norrise, Willliama Breretona a George Boleyna, byl z velezrady obviněn i sir Francis Weston, který byl popraven spolu s ostatními. V seriálu se vůbec neobjevil.
- Jindřich VIII. měl v době smrti své druhé ženy 145 cm v pase a 45 let.
- Sir Francis Bryan působil na dvoře Jindřicha VIII. už od dob Wolseye a ne až po smrti královny Anny, jak se může zdát. Byl o rok starší než Jindřich. Narodil se v roce 1490.
- Hans Holbein mladší nikdy nemaloval akty, specializoval se na portréty šlechticů.
- Robert Aske, který vedl povstání proti králi v roce 1536 se narodil 1500. Bylo mu tudíž 36 let a byl o 9 let mladší než Jindřich VIII. V seriálu je vyobrazen s rodinou. Ve skutečnosti byl Aske svobodný.
- Charakter postavy Anny Stanhope, vévodkyně ze Somersetu, druhé manželky Edwarda Seymoura, je založen ve skutečnosti na životě Edwardovy první ženy Catherine Fillol, se kterou ukončil manželství právě kvůli tomu, že legitimnost dětí, které s ní měl, byla dost pochybná. Anna byla o 3 roky starší než její manžel, kterého si brala v roce 1535, kdy jí bylo 37 let. V seriálu se objevuje poprvé po svatbě Jany Seymourové a Jindřicha VIII. Tedy v roce 1536, kdy jí bylo 38 let. Anna měla s Edwardem měla 10 dětí: Edwarda (*1537), Annu (*1538) Edwarda (*1539), Henryho (*1540), Margaret (*1540), Janu (*1541), Catherine (*1548), Thomase (*1548), Mary (*1552) a Elizabeth (*1552). Syn Thomas se narodil tedy až rok po smrti krále Jindřicha.
- S největší pravděpodobností Kateřina Howardová nikdy krále nepodváděla ani nepřišla o panenství dříve. Ve skutečnosti měla pouze dětský vztah s učitelem hudby Manoxem a Francisem Derehamem. Poté, co přišla na dvůr jako dvorní dáma Anny Klevské se zasnoubila s Thomasem Cullpepperem, královým pážetem. Na tlak své katolické rodiny byla přinucena se provdat za krále, který byl v té době ženatý za protestantku a vymanit ho díky tomu z moci rodu Seymourů. Přes veškeré snahy katolicky zaměřených rodin na dvoře se nakonec povedlo Seymourům a biskupu Cranmerovi dodat pravdivě pokřivené důkazy o královnině zradě a odsoudit jí za stejné zločiny jako její sestřenici Annu Boleynovou. U Anny Boleynové je více než zjevné, že všechny důkazy proti ní byly vymyšlené. Sami soudci jí nakonec neodsoudili za zradu, ale za to, že údajně zneuctila krále pomluvami, že je impotentní. U Kateřiny Howardové není bohužel důkazů tolik a proto se názory na její údajnou vinu ve smilstvu velmi liší.
- Hrabě Henry Howard ze Surrey byl odsouzen za zradu, hlavní důvod byl ten, že král před smrtí trpěl paranoiou. Ve skutečnosti to nebyl strýc Anny Boleynové a Kateřiny Howardové, ale jejich bratranec. Narodil se okolo roku 1515, tudíž byl je o 7 let starší než Kateřina Howardová. V době své smrti, která proběhla o 9 dní dříve než ta Jindřichova, měl 32 let.
- Hanz Holbein ml. nikdy nemaloval Jindřicha VII. i Jindřicha VIII. Holbein byl o 7 let mladší, než Jindřich, takže mu bylo v době smrti Jindřicha VII. 11 let.
- Holbein také zemřel v roce 1543, to je 4 roky před smrtí Jindřicha. Obraz Anny Klevské byl poslední, který pro Jindřicha VIII. namaloval. Po fiasku s tímto portrétem již na královském dvoře nepůsobil.
- Město Boulonge, kterou roku 1544 Angličané obsadili, byla Francií vykoupena zpět až v roce 1550.
- Královna Kateřina Paarová se ukázala jako nejlepší vladařka v zastoupení, která kdy byla. Díky jejímu vysokému vzdělání a organizačním schopnostem dokázala s precizností spravovat zemi po dobu králova pobytu u Boulonge lépe, než král Jindřich, dokonce lépe, než Wolsey nebo Cromwel. Měla kudrnaté zrzavé vlasy a bylo jí 31, když si brala o 21 let staršího krále. Tvrdilo se o ní, že je neplodná, protože z předchozích dvou manželství neměla jediné dítě. Je však jisté, že její první manželství nebylo díky nízkému věku naplněno a její druhý manžel John Neville, který byl o 2 roky mladší než král, byl impotentní stejně jako ve svém věku Jindřich VIII. Tyto pomluvy se vyvrátily, když porodila dceru svému 4. manželovi Thomasi Seymourovi, bratrovi královny Jany. Kateřina Paarová jako první ztmelila vtahy všech Jindřichových dětí. Alžbětu i Eduarda si nastěhovala do své domácnosti. Mladému princi sehnala protestantského učitele, který měl největší vliv na jeho pozdější názory. S Marií byly v podobném věku a i přes náboženské rozdíly se z nich staly nejlepší přítelkyně. O Alžbětu, dceru Anny Boleynové, se starala jako o dítě, které nikdy neměla. Vzala si jí k sobě i po králově smrti. Mezi lidem i na dvoře byla ještě uctívanější a oblíbenější než 1. žena Jindřicha VIII. Kateřina Aragonská. Díky své inteligenci a rozhledu dokázala jako jediná královna odolat pokusům nepřátelských stran jí zahubit.
- Henry Howard, vévoda ze Surrey byl popraven jako poslední oběť kruté vlády Jindřicha VIII. jen několik dní před jeho smrtí jako katolická hrozba Seymourů.